# Кутенеј (језеро)
Језеро Кутенеј (Kootenay Lake) налази се између планина Селкирк и Парсел, на југоистоку Британске Колумбије. Притока и отока језера је истоимена река. Дуго је 105 km, а широко 5 km. Раније се јужно од језера налазила велика мочвара, али је исушена и претворена у обрадиво земљиште. На месту истицања реке Кутенеј из језера, подигнута је брана Кора Лин.